# Amfímac (cari)
Amfímac (en grec antic Ἀμφίμαχος) va ser un general de Cària, que juntament amb el seu germà Nastes va participar en la Guerra de Troia com a aliat dels troians segons diu el Catàleg dels troians. Un dels dos (la Ilíada no aclareix quin) portava una armadura guarnida d'or i joies. Aquil·les el va matar tirant-lo al riu Escamandre on es va ofegar, i es va quedar amb l'or.
Abans de marxar cap a Troia, Amfímac va consultar a l'endeví Mopsos, que li va dir que no participés en aquella guerra, i també a l'endeví Calcant, que el va animar a fer-ho. Calcant es va afligir de tal manera en conèixer la seva mort, que es va suïcidar.
Segons William Smith, aquest Amfímac era el mateix que cita el mitògraf Conó, que el fa rei dels licis.